# Република Македонија на Светском првенству у атлетици на отвореном 2005.
Македонија је учествовала на Светском првенству у атлетици на отвореном 2005. одржаном у Хелсинкију од 6. до 14. августа. Репрезентацију Македонију на њеном шестом учешћу  на светским првенствима на отвореном, представљао је један атлетичар који се такмичио у бацању копља.
На овом првенству представник Македоније није освојио ниједну медаљу, а поправио је свпј најбољи резутат сезоне.

## Учесници
Мушкарци:
- Дејан Ангеловски — Бацање копља

## Резултати

### Мушкарци
| Атлетичар        | Дисциплина   | Лични рекорд | Квалификације | Квалификације | Финале               | Финале  | Детаљи |
| Атлетичар        | Дисциплина   | Лични рекорд | Резултат      | Место         | Резултат             | Место   | Детаљи |
| ---------------- | ------------ | ------------ | ------------- | ------------- | -------------------- | ------- | ------ |
| Дејан Ангеловски | бацање копља | 76,50 НР     | 58,23 ЛРС     | 15. у гр. Б   | Није се квалификовао | 30 / 31 |        |